# Alex Kidd in the Enchanted Castle
Alex Kidd in the Enchanted Castle (Japans: アレックスキッド　天空魔城) is het vijfde computerspel in de Alex Kidd-serie waarin hoofdfiguur Alex Kidd zijn intrede doet. Het platformspel is op 10 februari 1989 uitgebracht door Sega voor de Mega Drive. Het is het enige Alex Kidd-spel dat uitgebracht is op een 16-bit console. De vorige vier spellen zijn allen uitgebracht op de 8-bit Master System.
Alex Kidd in the Enchanted Castle keert terug naar de formule die Alex Kidd in Miracle World, het eerste spel in de serie, zo populair maakte. De speler moet tegenstanders en blokken slaan om ze te vernietigen, en men kan gebruikmaken van voertuigen om levels te doorkruisen, en het spel herintroduceert het minispel van schaar/papier/steen.
De Japanse versie van het spel verschilt iets van de Westerse versie. Als Alex Kidd of een tegenstander een wedstrijd van schaar/papier/steen verliest zullen zijn of haar kleren verdwijnen en alleen een vijgenblad bescherming bieden. In de Westerse versie zal een gewicht vanaf de top van het scherm vallen en de verliezer verpletteren.

## Verhaal
Alex Kidd, inwoner van de planeet Aries en broer van koning Egle, hoorde op een dag het gerucht dat zijn lang verloren vader, koning Thor (of koning Thunder in Alex Kidd in Miracle World), in leven is ergens op de planeet Paperock. De planeet heet Paperock, omdat iedereen een expert is in een spel genaamd schaar/papier/steen. Als een bezoeker onervaren is in het spel zal hij of zij het niet lang uithouden. Alex Kidd moest en zou zijn vader bevrijden uit de handen van Ashra, de heerser van Paperock, en terugkeren naar de planeet Aries.

## Gebieden
- Level 1: Rookietown
- Level 2: Prairie
- Level 3: Splashy Sea
- Level 4: Scorpion Desert
- Level 5: Pyramid
- Level 6: Hiho Forest
- Level 7: Tropics Town
- Level 8: Rocky Mountain (1)
- Level 9: Rocky Mountain (2)
- Level 10: In The Sky
- Level 11: Sky Castle

## Ontvangst
| Beoordeeld door                | Platform            | Datum            | Score |
| ------------------------------ | ------------------- | ---------------- | ----- |
| Sega-16.com                    | Sega Mega Drive     | 31 augustus 2004 | 90%   |
| Player One                     | Sega Mega Drive     | november 1990    | 90%   |
| ASM (Aktueller Software Markt) | Sega Mega Drive     | april 1989       | 83%   |
| Power Play                     | Sega Mega Drive     | mei 1989         | 71%   |
| The Virtual Console Archive    | Wii Virtual Console | februari 2007    | 40%   |
| Thunderbolt Games              | Sega Mega Drive     | 20 november 2004 | 40%   |
| HonestGamers                   | Sega Mega Drive     | 19 december 2003 | 40%   |
| Eurogamer.net (GB)             | Wii Virtual Console | 4 mei 2007       | 40%   |
| Nintendo Life                  | Wii Virtual Console | 10 april 2007    | 40%   |
| Random Access                  | Sega Mega Drive     | 17 november 2013 | 15%   |